# シュテファン・ロッホナー

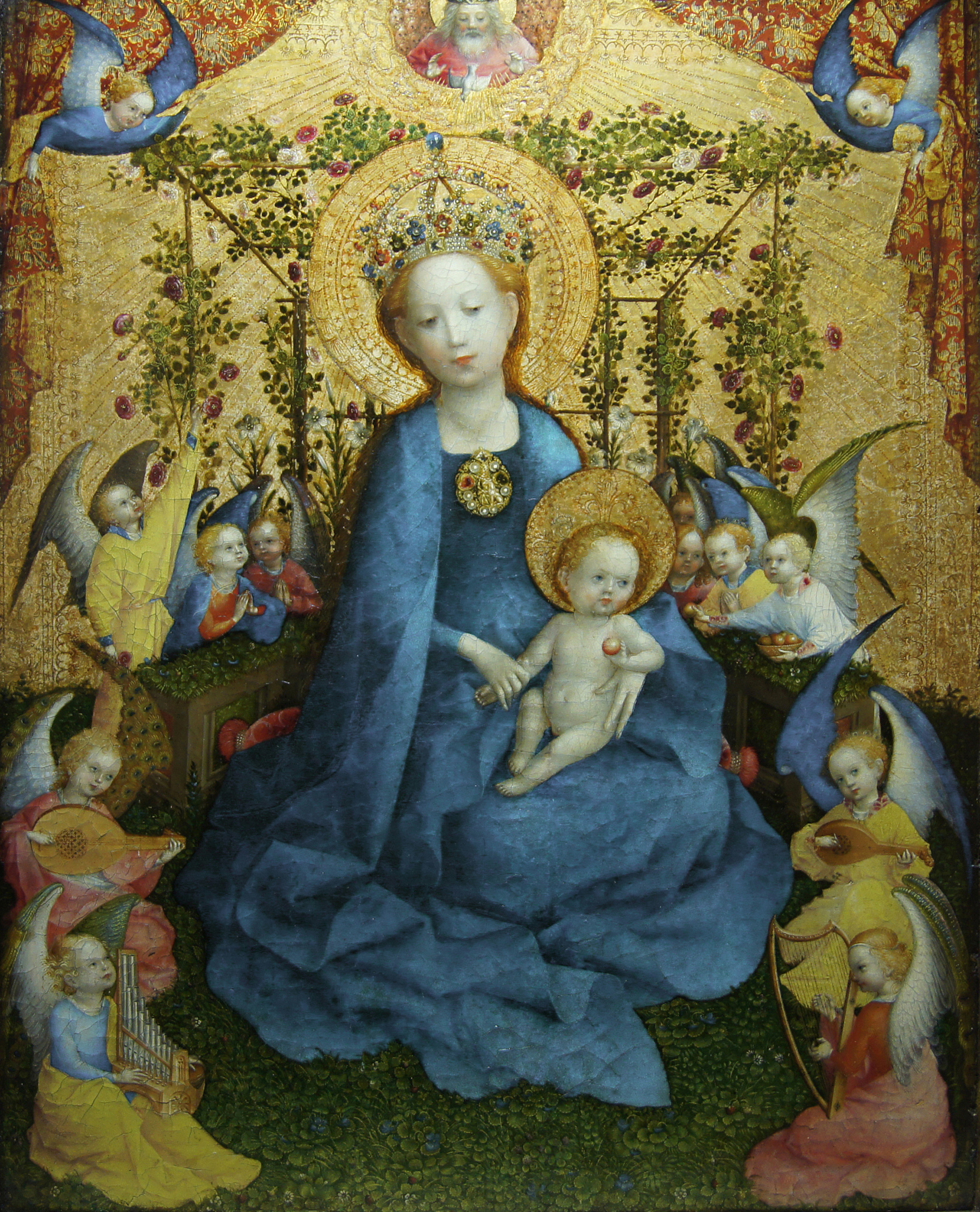
ロッホナー『薔薇垣の聖母』（1450年頃）

シュテファン・ロッホナー（Stefan Lochner, 1400年頃 メーアスブルク - 1451年ケルン、死因はペストの可能性がある）は、ゴシック後期のドイツの画家。

ロッホナーの作風は、ゴシックの鮮やかな色彩を伴う流れるような線と、フランドル派の影響を受けた写実描写ならびにディテールへの繊細なこだわりを融合させたものである。
ロッホナーは主にケルンで活動したが、代表作は都市参事会礼拝堂（Ratskapelle）のために制作した3枚折りのアルターピース（祭壇飾り）、『三王祭壇画』とされる（完成は1440年から1445年ころで、現在はケルン大聖堂にあり、「大聖堂祭壇」（Dom-Altar）と言われる）。ゲーテは1815年、プロイセンの依頼によりライン地域の文化財の調査のためにケルン大聖堂を訪れたが、ロッホナーの祭壇画に感激し、フリードリヒ＝ヴィルヘルム4世はこの絵の見事な複製を作成させている。ロッホナーの作風を典型的に表しているものといえば、『薔薇垣の聖母』（Muttergottes in der Rosenlaube）で、満開の薔薇が咲くあずまやで休んでいる聖母子と、ロッホナー特有の子供の姿をした天使たちが描かれている。1450年から1451年にかけての制作とされ、ケルンのヴァルラーフ・リヒャルツ博物館に展示されている。